# Хода, Леонид Алексеевич
Леонид Алексеевич Хода (укр. Леонід Олексійович Хода; род. 29 августа 1975) — полковник Вооружённых сил Украины, Герой Украины (2022), участник российско-украинской войны. Почётный гражданин Чернигова Герой Украины(2022)

## Биография
До 2020 года — заместитель командира 128-й отдельной горно-штурмовой бригады. 19 сентября 2020 года был назначен командиром 1-й отдельной танковой бригады.

## Награды
- звание «Герой Украины» с присвоением ордена «Золотая Звезда» (2022) — за личное мужество и героизм, проявленные в защите государственного суверенитета и территориальной целостности Украины, верность военной присяге.
- Почётный гражданин города Чернигова (21 сентября 2022) — за личное мужество и героизм, проявленные во время исполнения служебного и гражданского долга на благо города Чернигова[1]